# 東京メトロ10000系電車
東京メトロ10000系電車（とうきょうメトロ10000けいでんしゃ）は、東京地下鉄（東京メトロ）有楽町線・副都心線用の通勤形電車である。

## 概要
2008年（平成20年）6月14日に開業した副都心線における運行本数増への対応、7000系の副都心線対応改造時の予備車確保および置き換え用として設計・開発された。
東京メトロ移行後初の新形式車両で、同社のイメージを印象付けることや新たに開業する副都心線用の車両でもあることから「新生・変革」をメインテーマに設計した。
当初の報道では、2007年（平成19年）度までに10両編成20本（200両）が日立製作所で製造される予定だった。その後、一部専門誌の記事では11本（110両）を追加製造し、10両編成31本（310両）となることが発表されていた。その後発表された資料によれば計画変更が行われ、新たに50両を追加製造し、最終的には2009年（平成21年）度内に10両編成36本（360両）が出揃った。
落成時は有楽町線に先行投入して使用していたが、当初より副都心線での使用を考慮して自動列車運転装置（ATO）やホームドアを使用したワンマン運転に対応するための各種機器を搭載している（1次車では一部機器は準備工事のみ）。
2007年度日本産業デザイン振興会グッドデザイン賞を受賞した。このため、同年10月31日までの時点で営業運転を行っている編成の先頭車前面にこれを記念したステッカーが貼り付けられていた。

## 車体
2004年（平成16年）度に落成した東西線の05系13次車をベースにしており、アルミ合金製オールダブルスキン構造の中空押出形材で構成し、これらの部材を20m一括して摩擦攪拌接合（FSW）により接合している。
日比谷線脱線衝突事故以降に製造された車両において衝突事故対策を強化している。本系列では先頭車前面の側面部分と貫通路柱についてアルミ板材から三次元削り出し加工として部材自体を強化し、さらに屋根構体と台枠と強固に接合する構造を採用、側構体のダブルスキンと床上面の結合部をMIG溶接とFSW接合で強固に結合することで母材化を実施した。車体端部の隅柱は厚みを付け、また三角形の断面構造とし、これを車体台枠から屋根構体まで貫通させ、さらに側構体に直接接合する構造を採用した。これらの構造により車体強度の向上を図り、万が一の衝突事故時にも車体の損壊を低減させる構造とした。車両間には転落防止幌を設置する。
連結器は先頭部は廻り子式密着連結器、中間部は半永久連結器を使用している。副都心線は10両編成と8両編成で運転されており、本系列は10両編成より6号車および7号車の2両を抜き、8両編成での運用を可能としている。これは第01 - 05編成の10300形・10400形車両間および10500形・10600形車両間では分割作業が容易な廻り子式密着連結器を採用することで対応している。ただし、8両編成で運用する車両は5編成で間に合うことから、06編成以降の車両ではその個所を半永久連結器構造としている。

車外スピーカーを搭載しており、乗務員による車外案内放送や乗降促進放送を流すことができる。
| 金帯とシンボルマークのある第1編成 |  | 金帯とシンボルマークのない第21編成 |
| 金帯とシンボルマークのある第1編成 |  | 金帯とシンボルマークのない第21編成 |

外観はドイツの工業デザイナー、アレクサンダー・ノイマイスターがデザインの監修を行った。フロントシールドは段差のない3次元曲面ガラス構成となっていて、ガラスの球体を思わせる造形となっている。下部には丸みを帯びたスカートが設置されて上部との一体感を出している。落成時、中央の貫通扉上部に小窓が設置されていたが、後にワンマン機器が搭載されて黒いシートで隠された。現在もその小窓の存在は確認することができる。
営団から東京メトロとなって初の新形式車両であることを意識し、営団初の新形式車両であった丸ノ内線用の300形をモチーフにした意匠が加えられた。前照灯・尾灯は「鍵穴」のような形状で300形のオマージュとなっている。この300形は「営団地下鉄車両の代名詞」と言われるほど歴史に残る車両であり、このような車両になってほしいとの願いも込められている。
前照灯にはHIDランプを使用している。また、5000系以来となる中央設置の貫通扉を有し、プラグドア構造の非常口とした。運転台のスペースを広く取ってあるため、室内側の乗務員室仕切扉は進行方向右側にオフセットしており、通路は運転室内を斜めに通り抜ける。この正面貫通形状は事故などで救援車両を連結した際にスムーズに列車間の通り抜けを可能とすることを考慮した。
警笛については東京メトロで初の新系列車両であることの意義を込め、銀座線の旧型車に装備されていたトロンボーン笛（ホイッスル）を採用した。
塗装は副都心線のラインカラーであるブラウン（茶色）をベースとし、有楽町線のラインカラーであるゴールド（金色）と白色の細いラインを巻いている。前面では1次車はゴールド帯を配したが、2次車以降は省略されている（後述）。
当初、正面ガラスの車掌台側に東京メトロのシンボルマークが第01 - 第12編成の各編成には貼り付けされていたが、第13編成以降の編成は当初から省略され（後述）、第01 - 第12編成も後に剥がされている。側面では各車の側窓上部に1か所プレート状のマークが設置される。車両番号は銀色の切り抜き文字を使用しており、正面は貫通扉下部に、側面は戸袋部に配置されている。
号車番号については、副都心線開業当初は新木場・渋谷寄りの10100形を1号車としていたが、後に駅構内の案内と合わせ、和光市寄りの10000形を1号車とするよう変更された。
種別・行先表示器は明朝体の3色表示LED式で、側面表示器では号車表示も行っている。当初は各駅停車の場合には種別の表示はしなかったが、副都心線開業前日の2008年（平成20年）6月13日より、各駅停車であっても「各停」の種別表示を行うようになった。東武東上線直通の各駅停車は、和光市で表示が「各停」から「普通」に切り替わる（東武車も同様）。同時に他社線への直通電車では、行先と号車表示の間に「◯◯線直通」「渋谷・池袋方面」などのサインが表示されるようになったほか、その下には直通先線内の種別が分かるように「◯◯線内 種別」（上の直通表示よりは字が小さい）などの表示もされている。

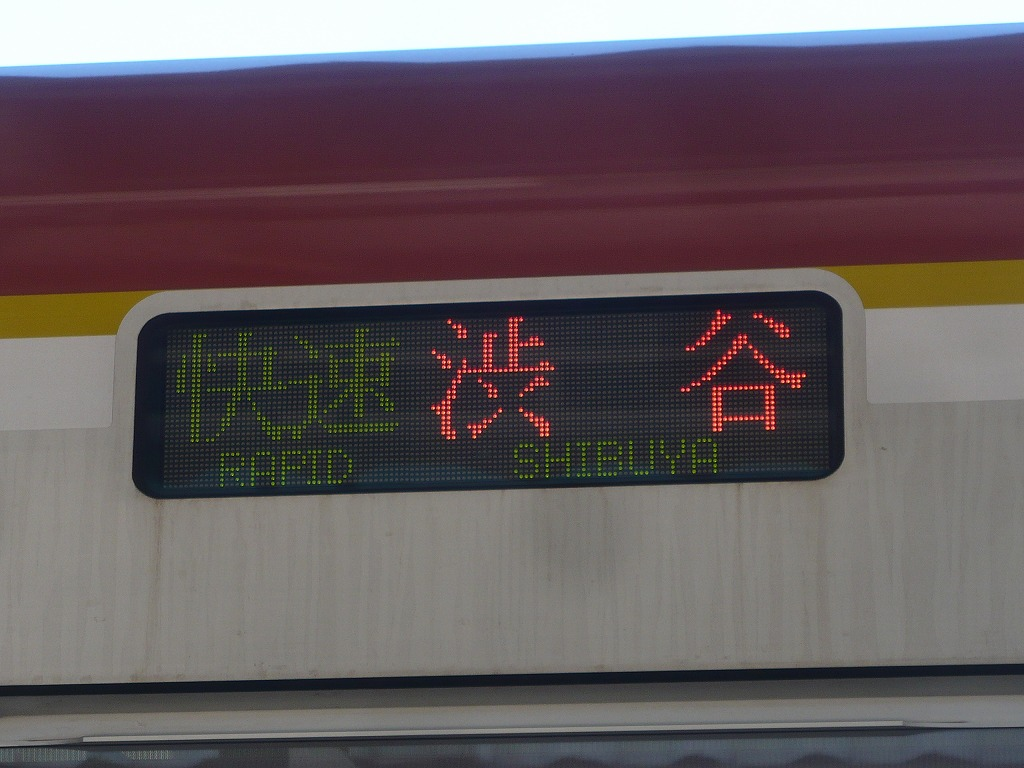
3色LEDの行先表示
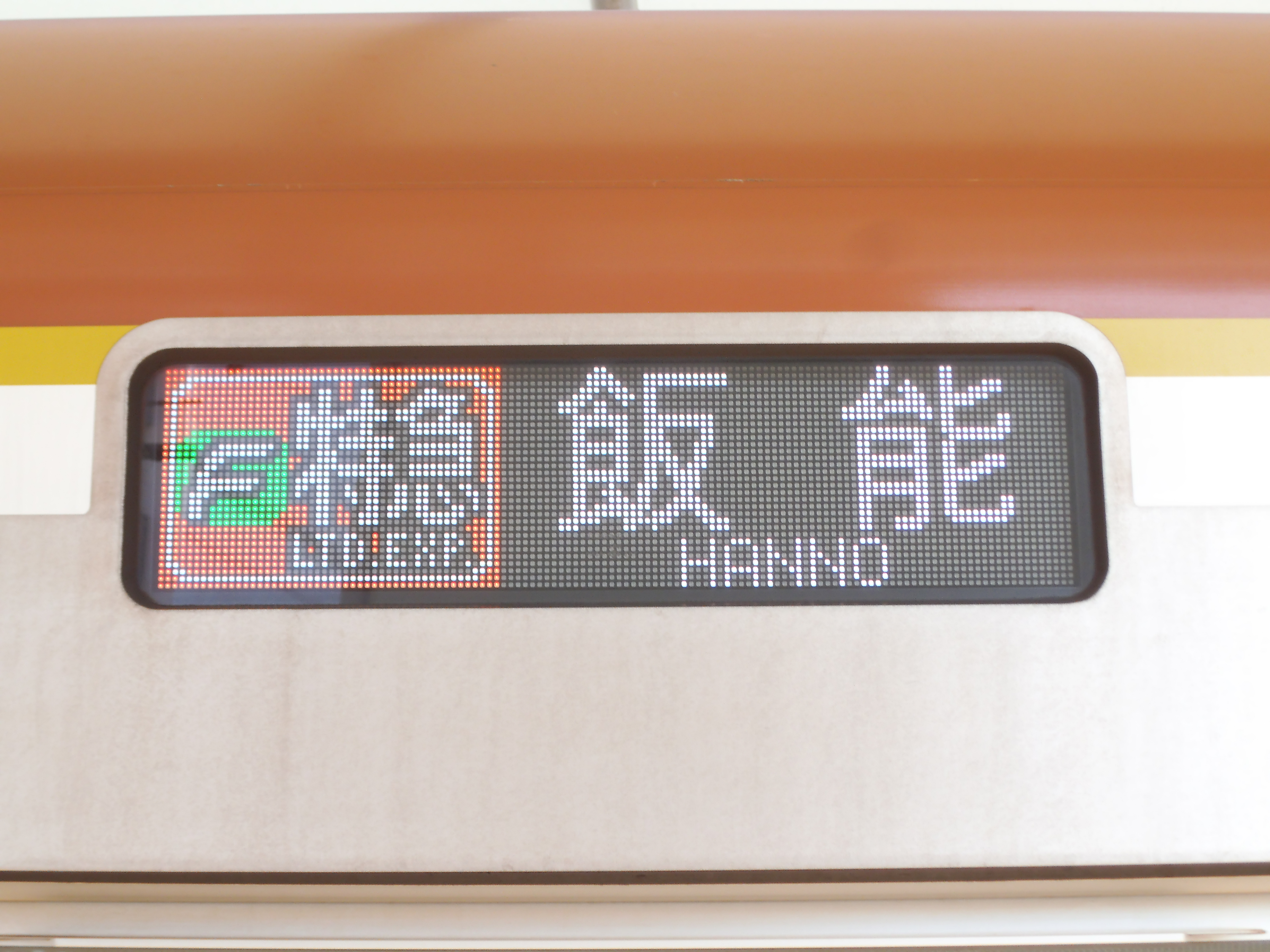
フルカラーLED車両の行先表示

## 室内

### 運転台

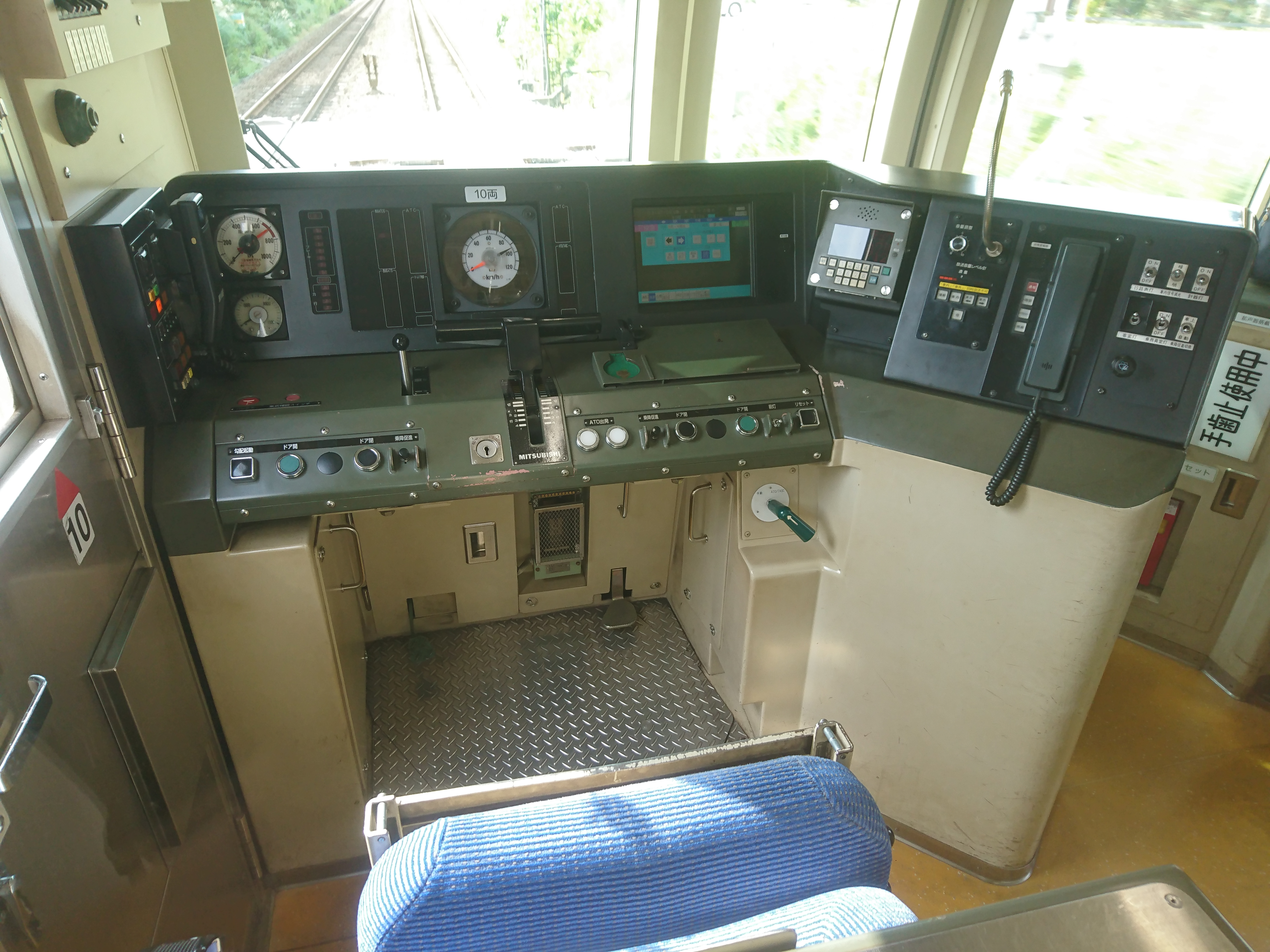
10000系の運転台 ATOを使用したワンマン運転に対応している。
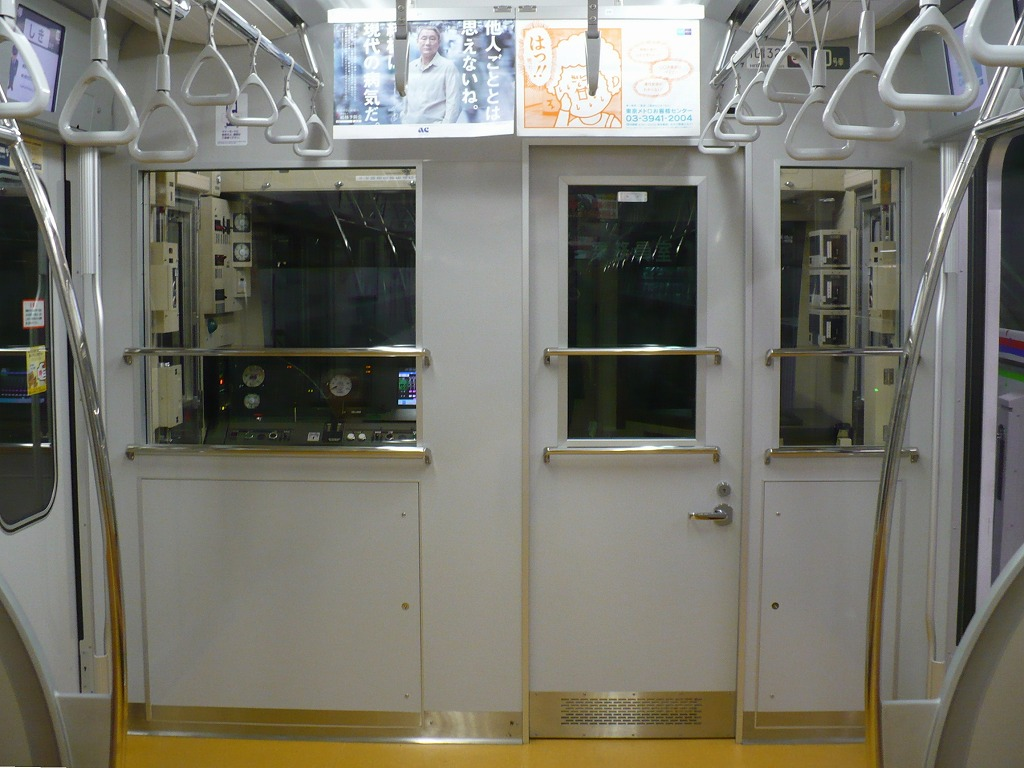
乗務員室背面仕切壁

乗務員室は居住性確保のために線路方向に2,160mm確保されている。室内はアイボリー色、天井は客室よりも低い。運転台は黒色・灰色の配色で、有楽町線を定期運転する車両としては初めてワンハンドル式マスター・コントローラーおよびデッドマン装置を採用した。08系などと同様にノッチ位置表示灯が設置されており、ATCによる制動の場合もブレーキ位置表示となる。
速度計は近年の他系列と同様に白地で、電照可能な120km/h表示のものである。副都心線においては自動列車制御装置（ATO）によるワンマン運転を行うため、9000系と同じく運転士用のドア開閉ボタン・乗降促進スイッチやATO出発ボタン、ワンマン・ツーマン切り替えスイッチなどが設置されている。運転台の上部には車上CCTV（ホーム監視モニター）が設置されている。フロントガラス部に光線ヨケ（日差し避け）を設置しないことやCCTVの視認性を考慮して、フロントガラス上部には遮光フィルムを貼り付けしている。
計器盤右側には車両情報管理装置（TIS） のモニター画面があり、機器の動作確認やサービス機器の操作に加え、各種メニュー放送・表示の設定機能や前灯点滅機能などが追加されている。車掌スイッチは間接制御式（リレー式）で押しボタン式としている。また、西武線内における戸閉3/4締切回路や電磁鎖錠システム対応の乗務員室扉が設置されている。
客室と乗務員室間の仕切り壁窓は3か所で、客室側から見て左から順に大窓、中央ではなくやや右側に寄っている乗務員室仕切扉と縦に細長い窓である。このうち乗務員室仕切扉は着色ガラスとしている。遮光幕は、運転席背後の大窓と仕切扉部分に設置している。

### 客室
本項では第1編成の落成当時の仕様について述べる。
車内は「先進的な特徴で高品質」「快適で使いやすい車内」をデザインコンセプトとした。
大邱地下鉄放火事件を教訓に、不燃、難燃性の一層の強化や、火災発生時に溶融滴下や有毒ガスの発生源となるFRPや塩化ビニールの使用を取りやめている。隣接する車両の状況を判断しやすい貫通路の大型ガラスや、消火器や非常コックの所在がわかりやすい車内見付けとなっている。
蛍光灯や空調ダクトの配置を工夫することで、本系列の天井の高さは07系より185mm高い2,415mmとなった。空調ダクトは側に寄せており、中央部のみ高い凸形となっている。このため、ラインデリア（補助送風機）は枕木方向の設置とし、先頭車7台・中間車8台設置されている。このラインデリア取り付け部の側面はステンレスの鏡面仕上げ材を使用し、天井部を貫通しているかのようなデザインとしている。
照明は特徴的な設置方法で、天井高さの変わる切り替え部の垂直面に蛍光灯を設置した（写真参照）。1次車は当初天井の凹みの中に埋まっているような形態で設置されていたが、照度分布の改善のため、2006年（平成18年）11月 - 12月に全編成がスペーサーを用い、現在の状態に変更された。
車内は従来にはない斬新なデザインとするため、アルミ合金の金属地肌を活かしたものとし、その一部には暖色系のカラー（オレンジ色など）を配置することで金属の冷たさを和らげるものとした。このため車内は側方向、乗務員室仕切は金属色をイメージするシルバー系、連結面妻面は明るい木目調の化粧板を使用している。中央天井部はシルバー系、側天井にあたる空調ダクト部はホワイトの色である。床敷物は明るいオレンジ系で統一されている。
ただし、床敷物は本来はアルミ材を敷いた上でゴム製の床敷物を貼り付けるものであるが、現車ではアルミ材が敷かれておらず、鉄道車両の火災対策基準を満たさないことから、国土交通省より改善指示が出された。これに対し、他系列を含めて東京地下鉄は2014年（平成26年）度末までの予定で取り替えを回答している。
座席はオレンジ色の表地であり、1人分の掛け幅が460mmの片持ち式（セパレートタイプ）である。優先席付近は青色の表地として一般席とは区別している。編成中の2号車と9号車には車椅子スペースを設けている。側窓は車端部が固定窓、ドア間の2連窓は開閉可能な下降窓である。いずれも遮光用カーテン付としている。目新しい点としては、アルミ型押し材を切削加工した支持枠に強化ガラスの底板をはめ込んだ荷物棚と大型のアルミキャスト製の座席袖仕切りがある。
客用ドアは室内側も化粧板仕上げとし、ドアガラスは単板ガラス構造である。第12編成からは竣工時から各客用ドアに「1号車 1番ドア」などと表記された点字ステッカーが貼り付けされている。これは2009年（平成21年）3月までにそれまでの編成にも貼り付けされ、他路線車両にも貼り付けの実施が行われている。なお、運用の関係で8両編成になる可能性がある編成については、10両編成用、8両編成用の両方の種類のステッカーが貼付されている。ドア横には05系13次車と同様に独立した手すりはなく、ドア横の縦枠（縦面）と一体加工されたアルミ型押し材による「つかみ部」となっている。
ドアチャイムは3打式に変更された。ドアエンジン（東洋電機製造製）には戸閉力弱め機構を装備する。これはドア閉扉後、一定時間は戸閉力を弱めるもので、乗客や荷物が挟まった場合でも容易に引き抜けるようにしたものである。
連結間貫通扉は片開きで戸閉装置は傾斜式だが、東京メトロの車両で初の全面ガラスドアが採用された。貫通ガラス扉は900mm幅として、さらに両側200mmの仕切りもガラス構造とすることで、見た目には1,300mmのガラス張りとして車両間の見通しを向上させた。中央には縦じま模様を入れることで乗客がぶつからないように配慮している。

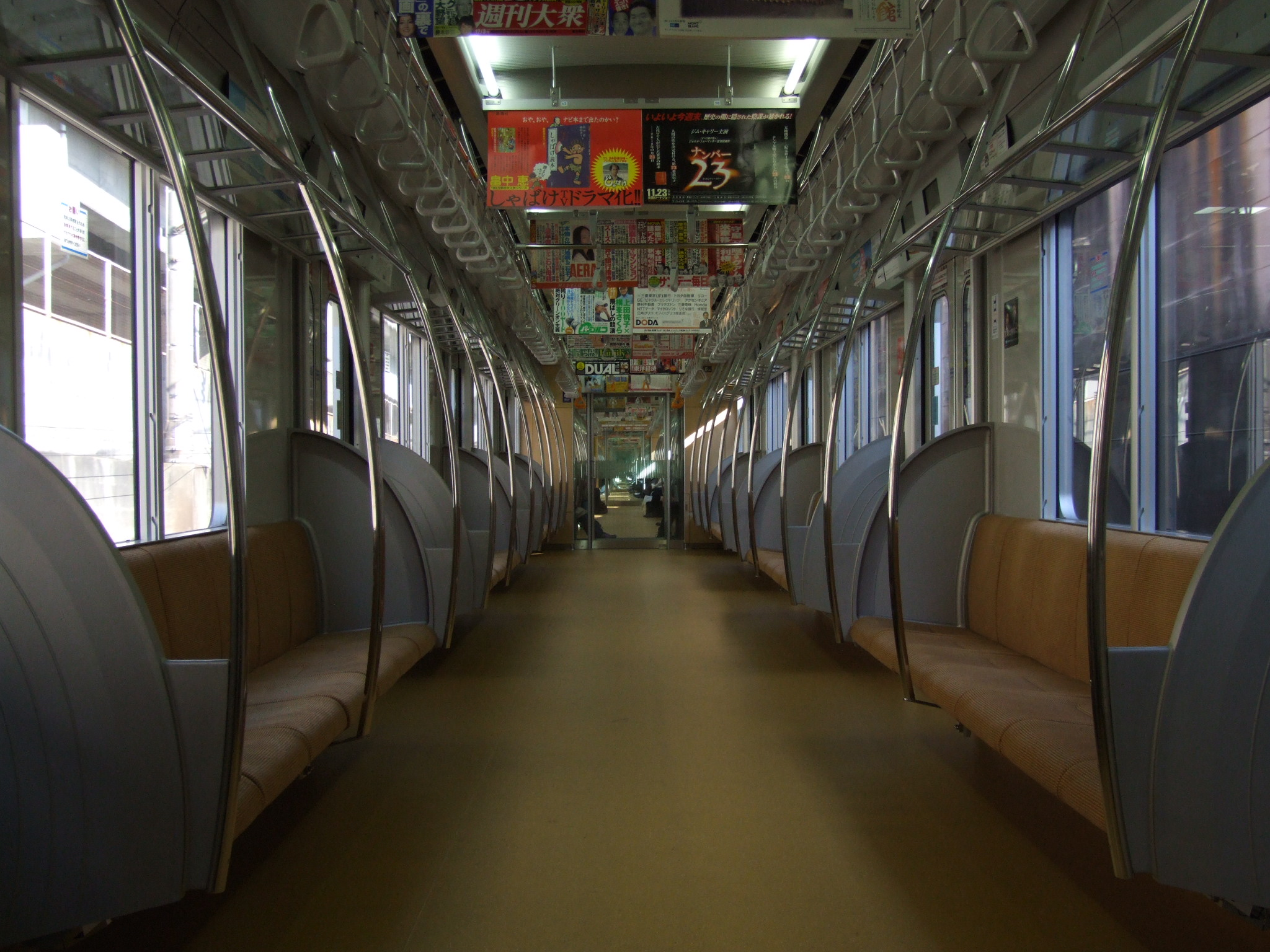
1次車落成時の車内 （照明改造前）
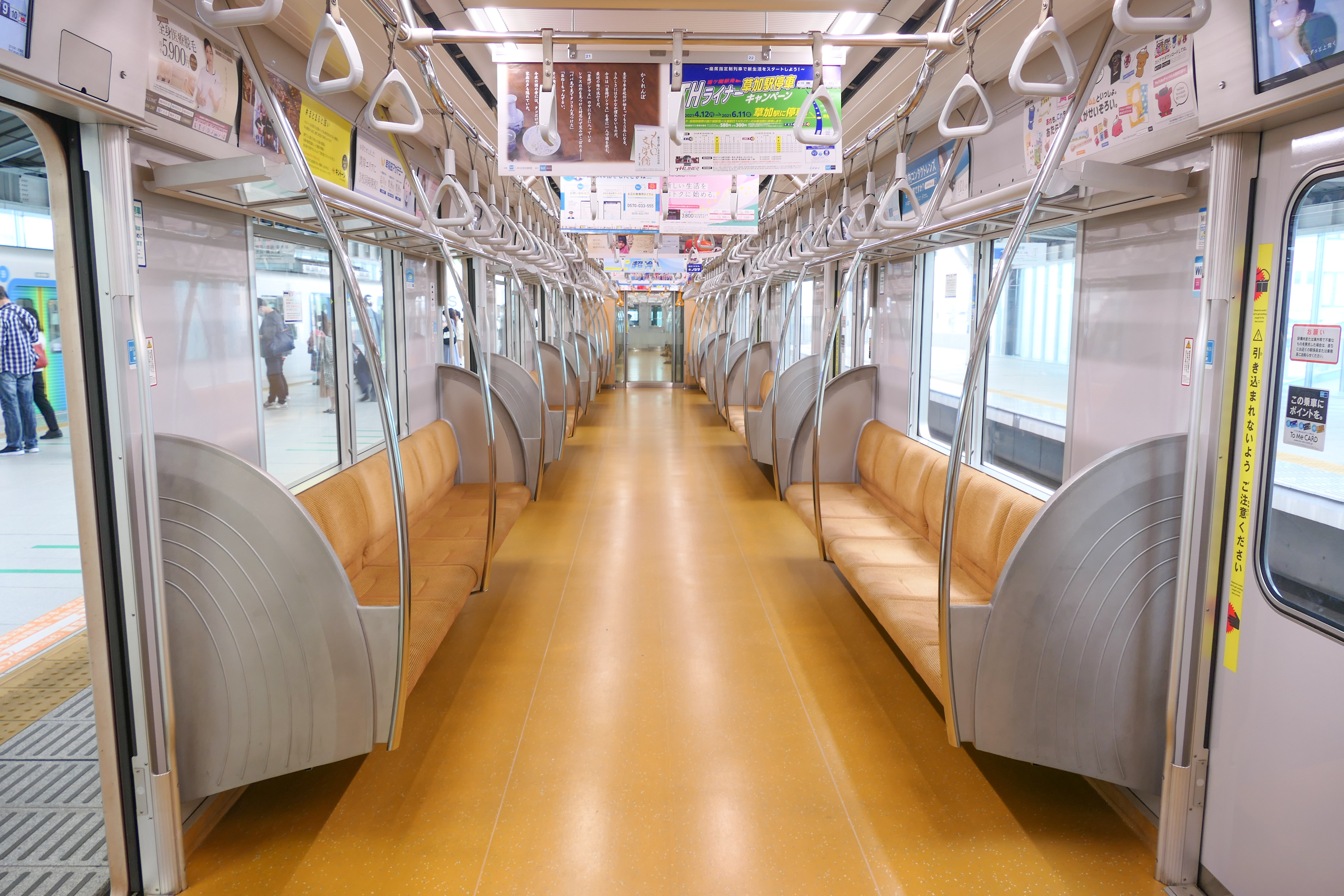
第28編成（5次車）の車内
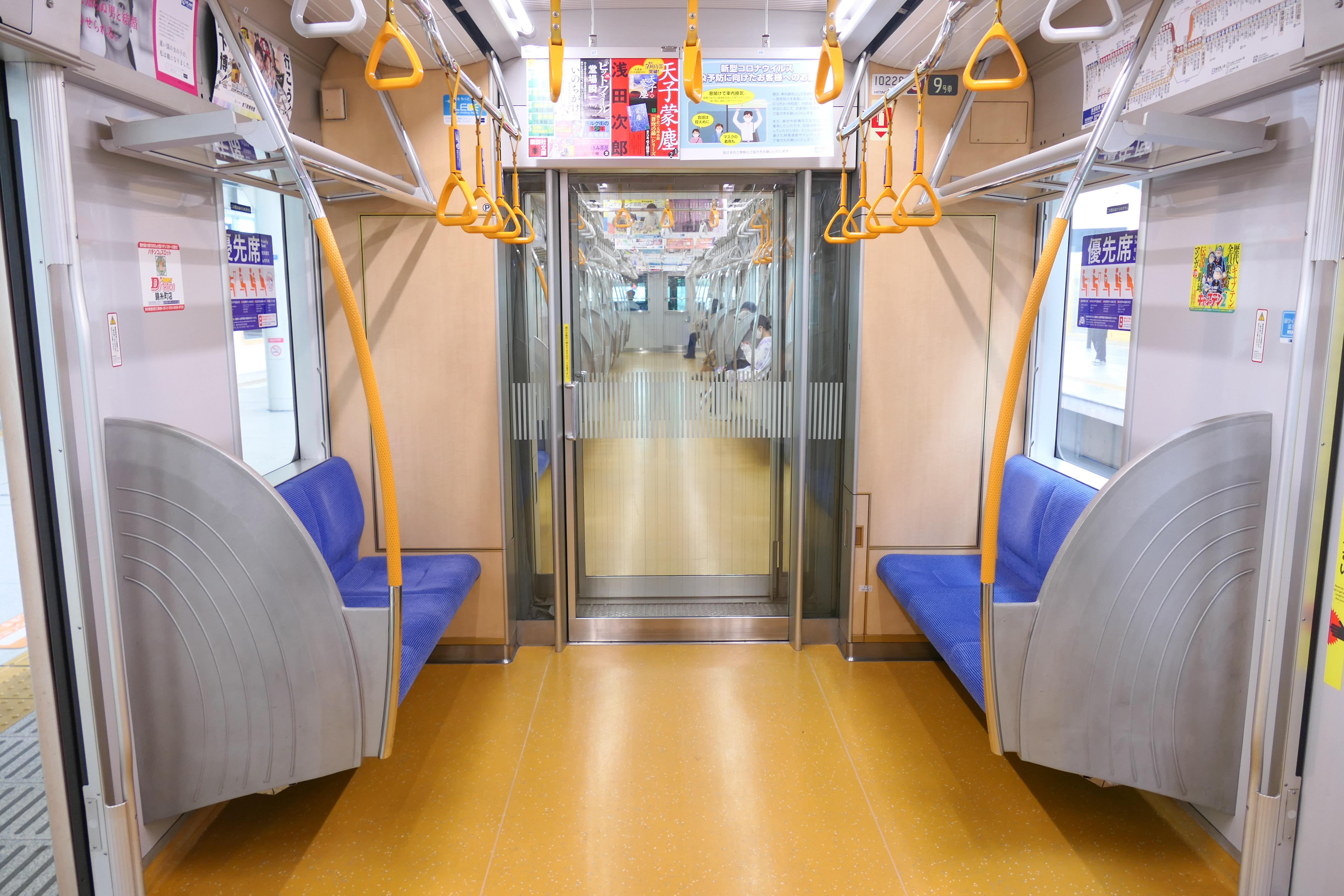
優先席と強化ガラス製の貫通扉
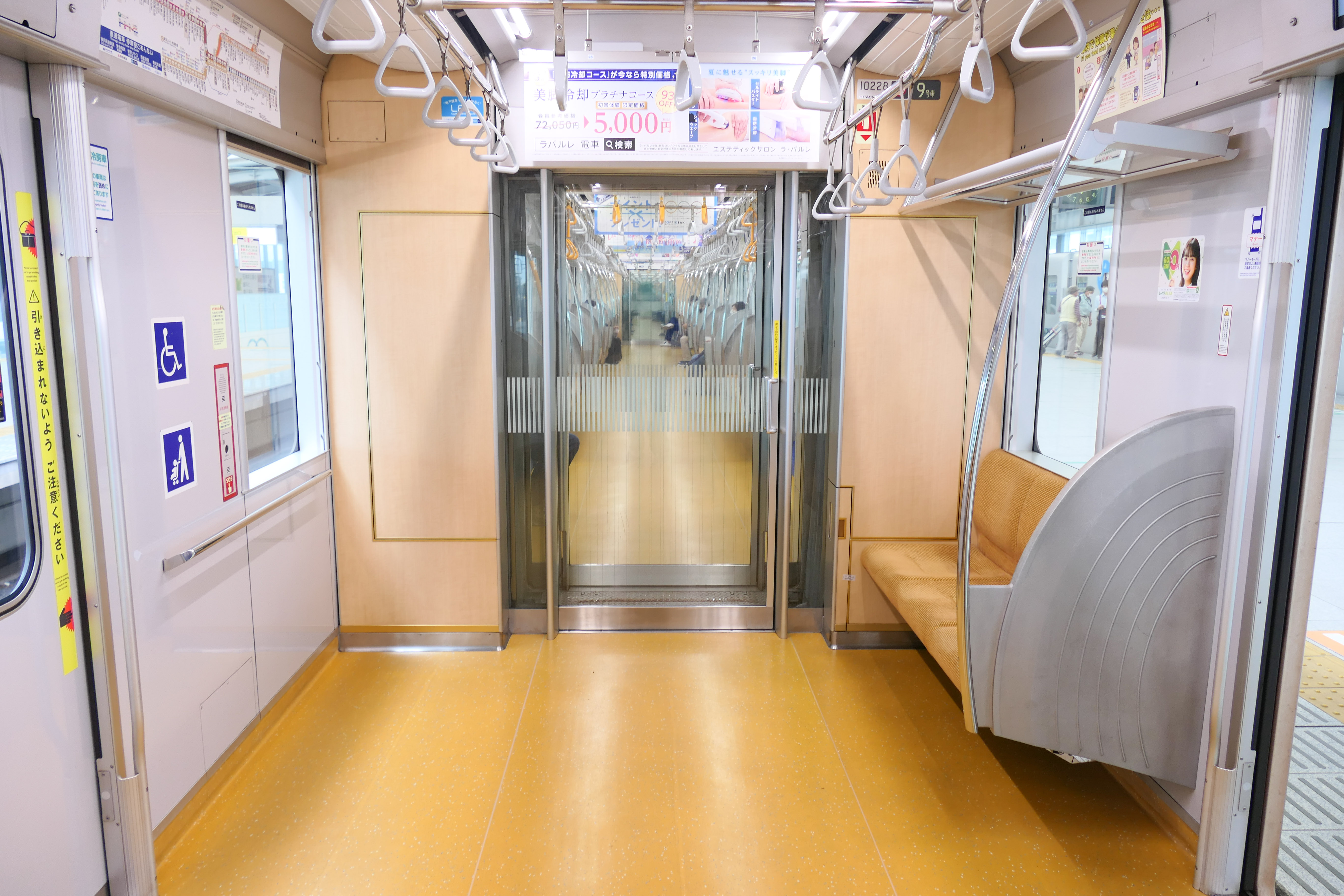
車端部の車椅子スペース
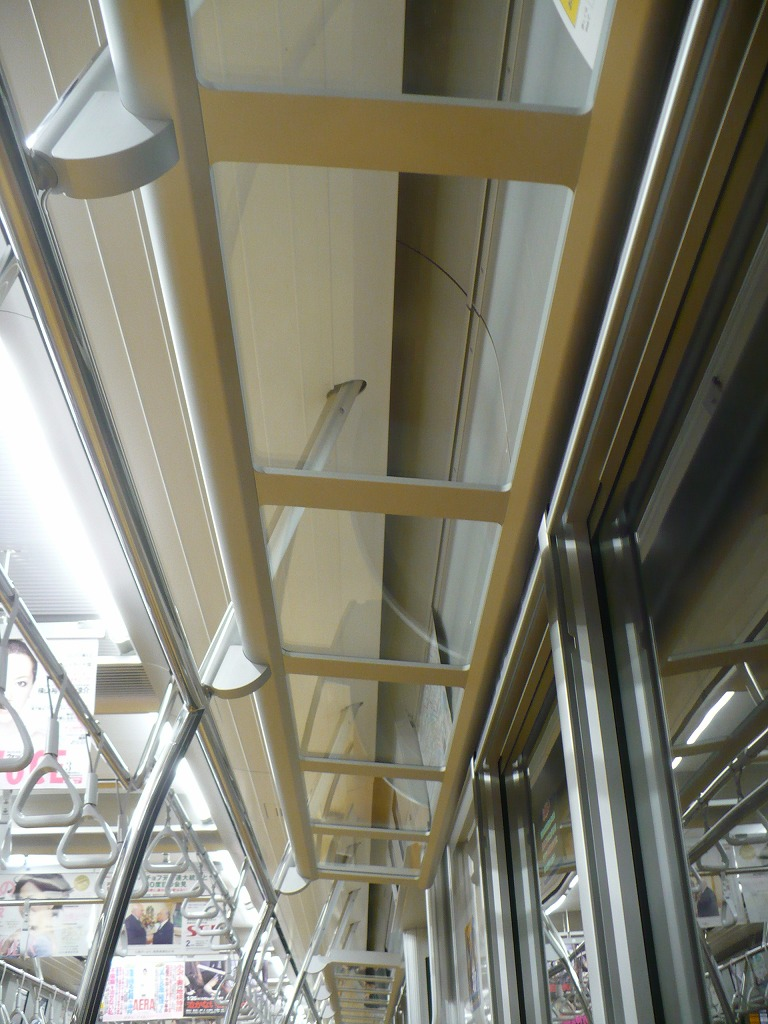
強化ガラスを使用した荷棚
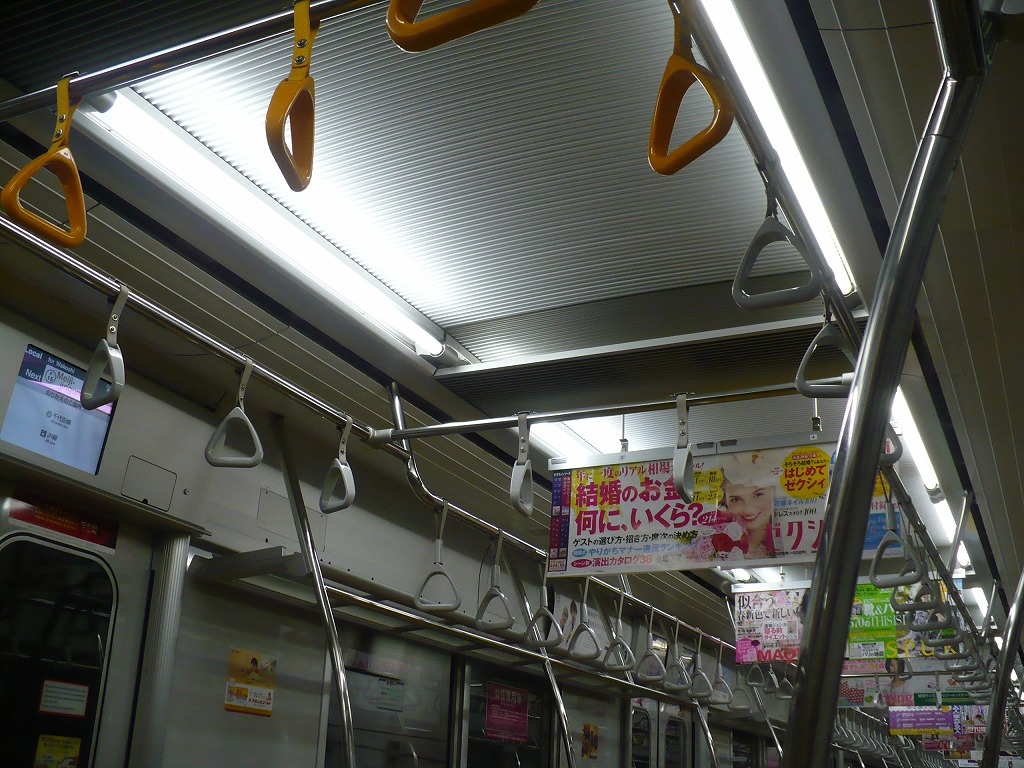
天井と照明
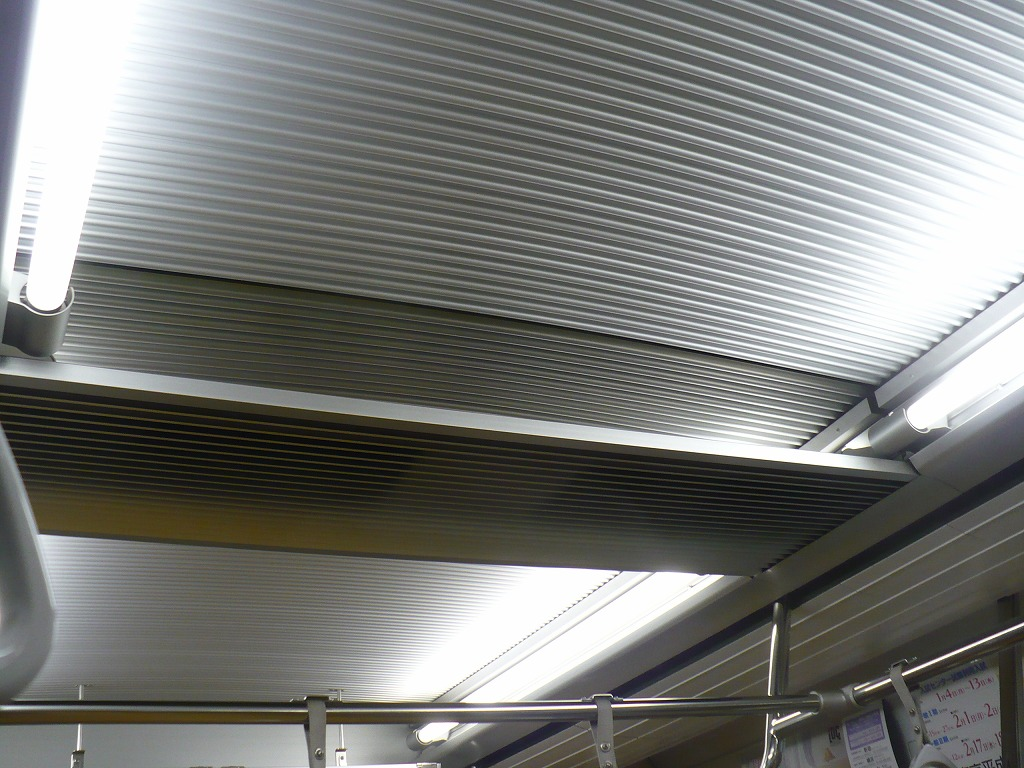
ラインデリア（補助送風機）取り付け部側面 鏡面仕上げのため、天井を貫通しているように見える

つり手棒は従来車両とは異なり、別付けのつり手棒受けを介するものではなく、棒自体を曲げて天井部から支持する構造としている。座席周りのポール（握り棒）は天井部から4本が下がっており、そのうち3本は座席端の握り棒と座席間の仕切として用いる（車端部は2本が下がり、1本が握り棒となる）。
つり革のにぎり形状は従来通り三角形で、ストラップは塩化ビニールの被覆を廃したナイロン製となり、枕木方向に2列設置され、優先席付近のものは製造当初からオレンジ色のものが使われている。これらの樹脂には、炎にさらされても滴下しにくい材質が選定されており、全暗黒下での避難経路の確保にも配慮されている。
本系列では車内の号車札や戸閉コック・非常通報器・消火器札などの表記類に蓄光性のシールを採用した。これは何らかの理由で車内が暗くなっても表示の確認ができるよう考慮したものである。後にほかの東京メトロ全車両においても蓄光シール表記へ交換された。
車内案内表示器は、従来のLED文字表示式から東京メトロの車両では初めて液晶式（LCD・TVIS）を採用した。各客用ドア1か所あたりに2台搭載し、右側のLCD画面には行先・次の駅と乗り換え案内・所要時間（一部編成のみ）・運行情報などを表示するなど、東急5050系や横浜高速鉄道Y500系と同じ構造としている。左側のLCD画面には基本的にTokyo Metro ビジョンと呼ばれる動画広告用として用意され、乗り入れ先も含めて東京メトロ関連および一般企業からの広告が展開されている。
表示内容やレイアウト、デザインは他社で採用されているものとほぼ同一であるが、駅ナンバリングの表示にも対応している。2次車からは広告用の画面本設と合わせて異常時における運行情報の配信機能や広告画面の配信機能に対応する設備が設置されている（TVIS機能）。

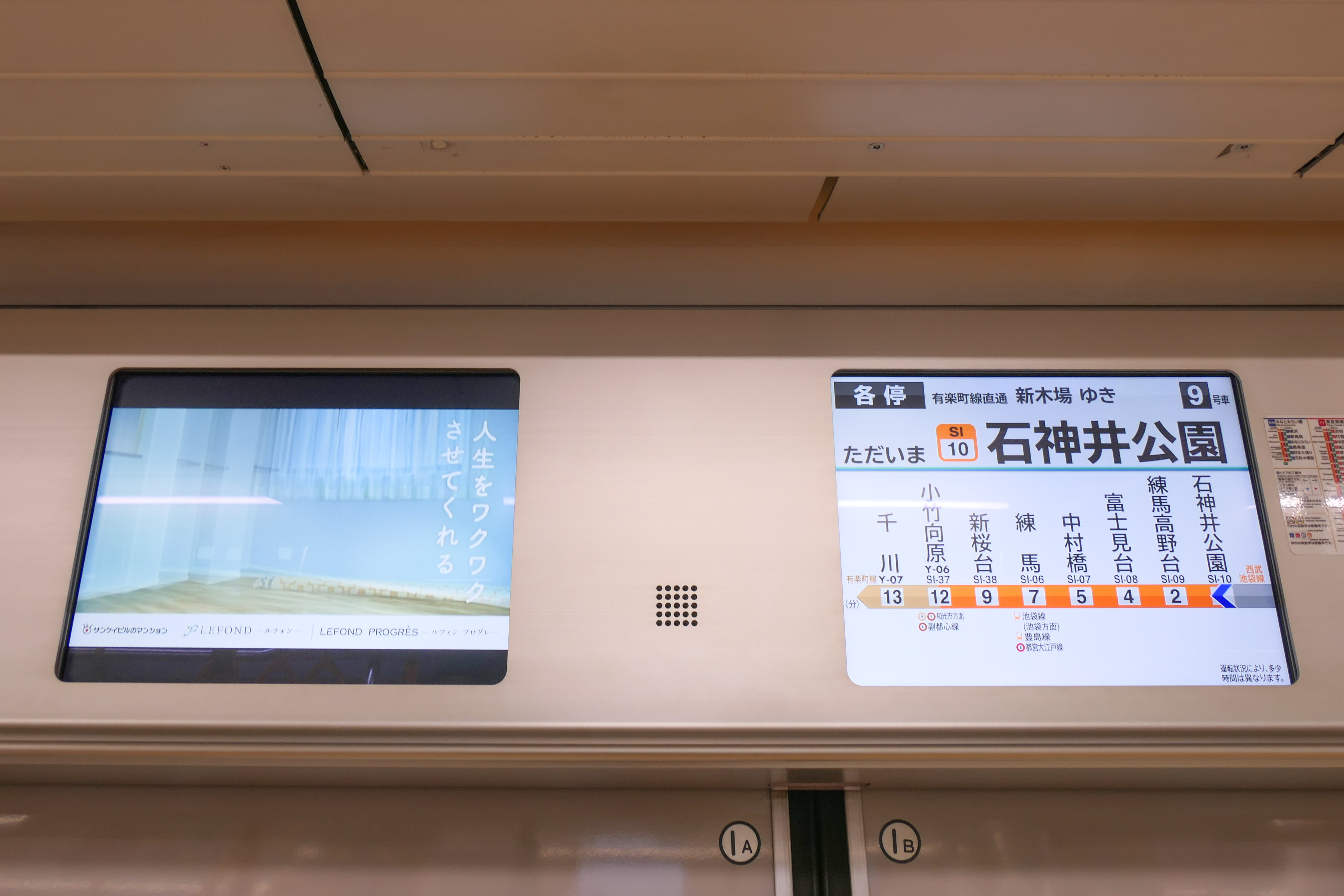
LCD車内案内モニター（10128号車）

なお、乗り入れ先となる東武東上線と西武有楽町線・池袋線内では停車駅の設備や目的地までの所要時分など詳細な項目は表示されなかったが、ソフト変更によって表示されるようになった。さらに、従来の車両では「準急」や「快速」の編成で各駅停車の区間に入った場合はそれぞれの種別表示が削除されるようになっていたが、本系列では実施されていない。
自動放送装置を搭載している。南北線と同様に異常時などのメニュー放送機能も搭載されており、相互乗り入れ先の各路線の自動放送にも対応している。自動放送装置自体は10100形の床下にある共通機器箱内に収納されている。

## 機器類
制御装置はIGBT素子を使用した三菱電機製IPM方式の2レベルVVVFインバータ制御（3300V/1200A）方式である。PGセンサレス方式のベクトル制御を採用し、純電気ブレーキに対応している。制御方式は1台のインバータで165kW出力の主電動機を4台制御する機器を2基または1基搭載する方式（1C4M1群/2群制御）を採用している。
駆動装置は従来と同様のWN駆動方式だが、騒音・振動の低下やメンテナンス性向上のため、新設計の駆動装置を採用した。歯車比は87:14（1:6.21）とし、主電動機の回転数を抑えることで車外騒音の低減を図っている。
東京メトロは、その前身である営団時代に8000系でボルスタレス台車の実用化に先鞭をつけたが、輪重の不均衡が主因と考えられる日比谷線事故以降、台車旋回剛性（抗力）の低さや輪重調整の容易さなどを理由に本系列よりボルスタ付き台車へと回帰した。本系列では軸箱支持方式をモノリンクとしながらボルスタ付きとなり、住友金属工業製のFS777系が採用された。基礎ブレーキは保守性に優れたユニットブレーキ方式である。05系13次車同様に細かな床下機器類は「共通機器箱」と呼ばれる1つの箱に集約している。
パンタグラフはシングルアーム式で、編成での搭載数は5基とした。
電動空気圧縮機（CP）は三菱電機製で、東京メトロの車両で初のスクロール式が採用された。この装置は従来の露出形から起動装置やアフタクーラー、除湿装置などの周辺機器も含めて1台の箱に集約されており、低騒音化やメンテナンスの容易化が図れるものとなっている。
補助電源装置にはIGBT素子を使用した東芝製の240kVA容量静止形インバータ（SIV・出力電圧三相交流440V）を編成で2台搭載した。故障時における延長給電のため、10600形に「受給電箱」が搭載されている。
冷房装置は集中式の稼働率制御方式（ON/OFF制御方式）で能力58.0kW（50,000kcal/h）品が搭載されている。空調運転モードは「冷房」「暖房」「除湿」と「送風」のほか、マイコンによって最適な空調を選択する「全自動」モードがある。前述したが、1・2次車と3次車以降ではメーカーが異なる。
保安装置は東京メトロ線および乗り入れ先の西武有楽町線内における新CS-ATC装置（下位機種のCS-ATC装置の機能も併用）と乗り入れ先の東武東上線内で使用するT-DATC（東武型ATC）装置および東武形ATS装置、西武池袋線・狭山線内で使用する西武形ATS装置、東急東横線および横浜高速鉄道みなとみらい線内で使用する東急・横浜高速鉄道ATC-Pを搭載する。
このほか、副都心線において自動運転を行うATO装置を搭載する。このため、10000形（CT2）にはATO送受信器とATO車上子を搭載しており、列車情報の伝送（ホームドア制御や臨時速度制限情報の伝送も含む）に使用される。両先頭車にはホームドアの制御等を行う戸閉制御切換装置を搭載している。
列車無線装置は東京メトロ線用には誘導無線（IR）を搭載しており、ワンマン運転の支援用として防護発報機能、非常通報器 - 総合指令所間通話機能、全列車一斉放送機能などが追加されている。乗り入れ用としては東武用と西武用、東急・横浜高速鉄道用の空間波無線（SR）を搭載しており、東急・横浜高速鉄道の装置は新造時に準備工事がなされていた。

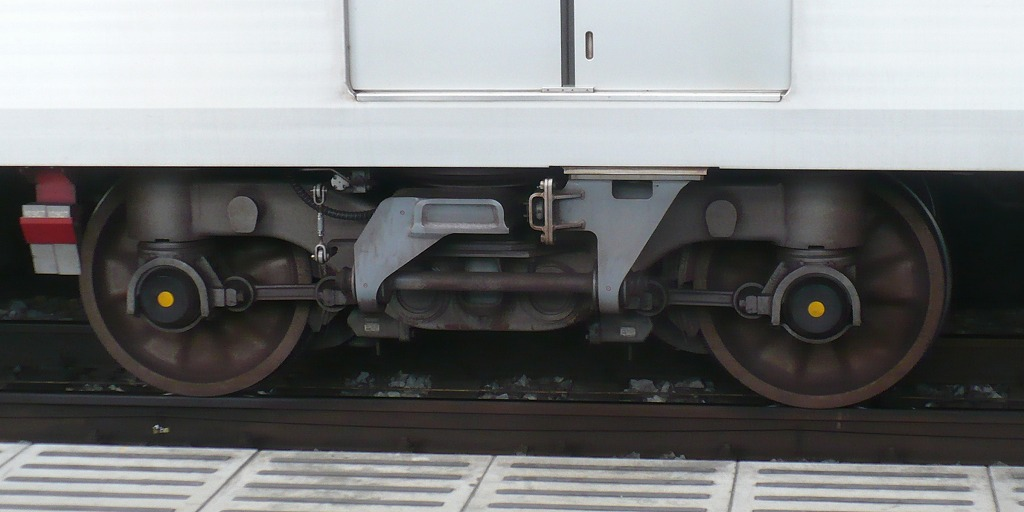
FS777形モノリンク式ボルスタ付き台車
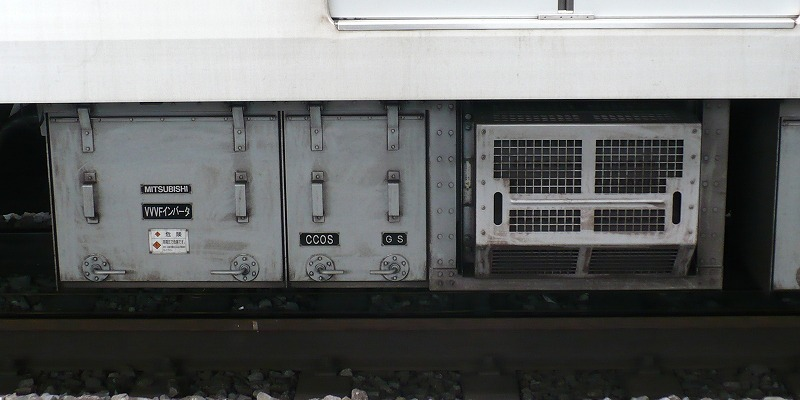
三菱製VVVFインバータ装置 （写真は2群用のMAP-178-15V150形）
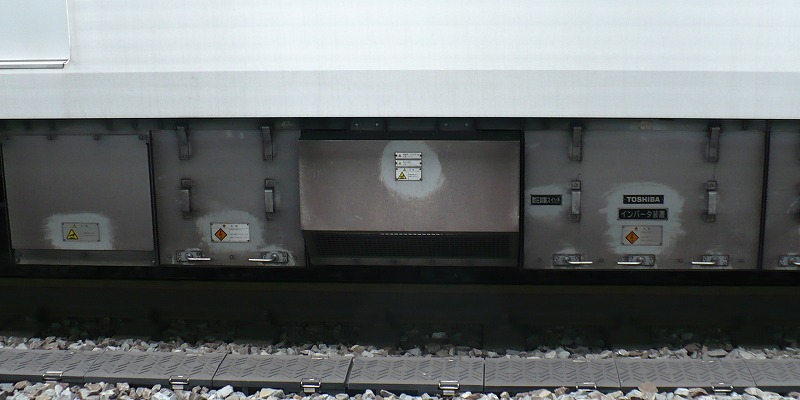
東芝製の静止形インバータ装置 （INV154-D0形）
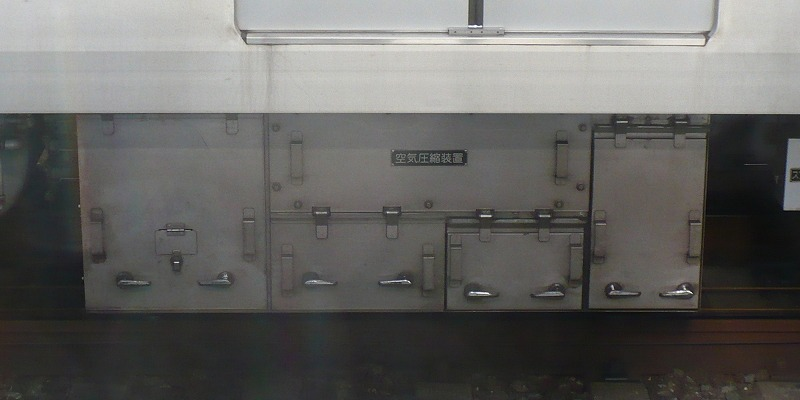
三菱製の空気圧縮装置 （MBU331B形）
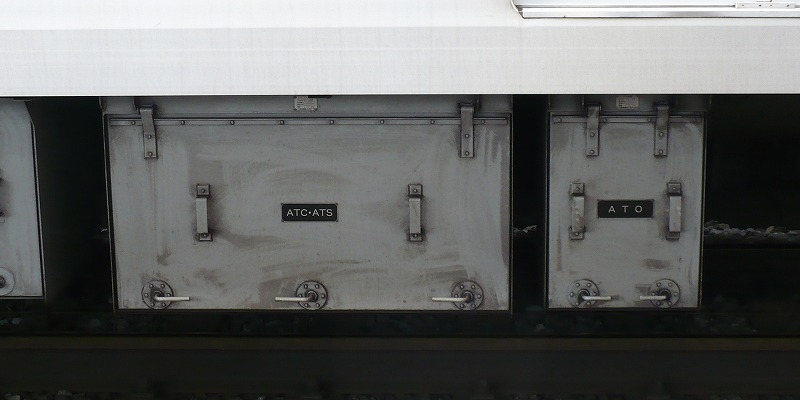
10100形（CT1）車のATC・ATS装置とATO装置
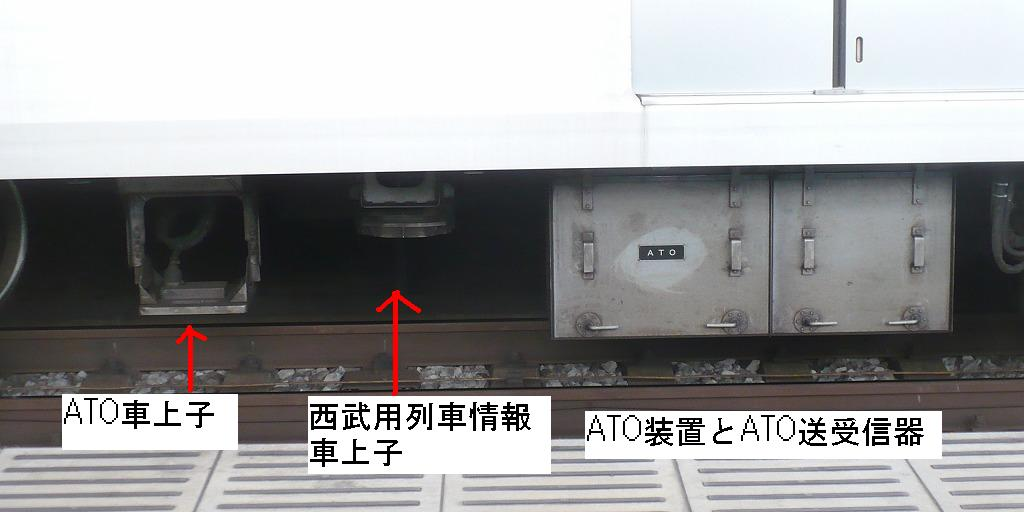
10000形（CT2）車のATO車上子などの機器
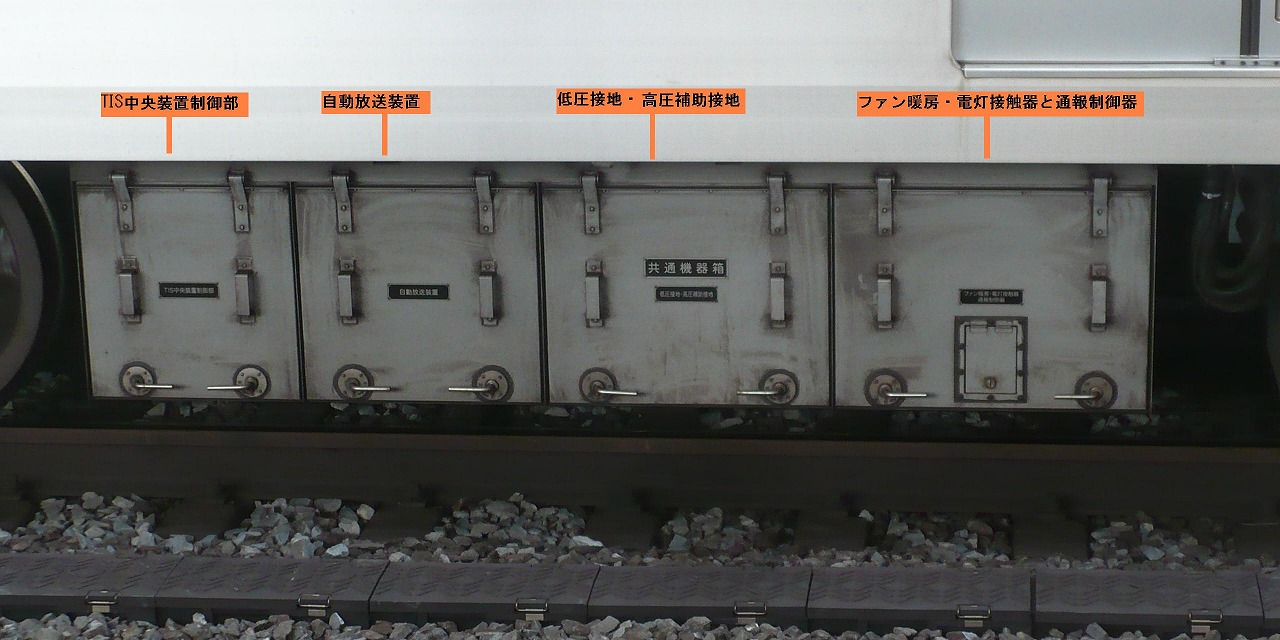
10100形（CT1）車の床下共通機器箱。各種機器が集約されている

## 仕様変更
製造年次ごとの主な違いは下記の通り。竣工年度についてはを参考にした。
1次車（第01 - 04編成、2006年度竣工）
このグループは有楽町線で運用されていた07系の置き換え用として製造された。
以下にはこのグループのみの特徴を記す。
- 前面に有楽町線のラインカラーである金色帯が入っている[17]。これについては設計時に金色帯の有無2種類の案が提示されており[18]、前者が採用された形となる。
- 2次車以降で搭載されるATO装置[18]、戸閉力弱め制御機能[18]、3/4扉締切機能、車内表示器の広告用画面を準備工事のみとしていた[18]。これら機器については後に設置工事が実施されている。
  - ただし、第04編成に限りATO装置のソフトウェアの開発のため、ATO装置を本搭載し、約1年かけてATO装置の各種試験を行った[18]。

2次車（第05 - 20編成、2006 - 07年度竣工）
- 前面の金色帯が省略された[18]。
- 運転台に設置する列車情報設定器（西武用）を計器盤上部から計器盤内に収納した。
- 輪重調整作業の保守作業に配慮して、10500形床下のフィルタリアクトルの設置位置を変更した。
- ATO装置を当初より搭載する[18]。
- 蛍光灯取り付け位置を変更した[18]。従来は間接照明風としていたが、乗客より照度に関する意見があり[18]、これを反映した形となる。
- 車内表示器の広告用画面を当初より本設置とした[18]。
- 戸閉力弱め機能[注 10]・3/4扉締切機能を当初より搭載した[18]。
- 軽量化のため、天井部のラインデリア収納箱をステンレス製からアルミ製に変更した。
- 第06編成以降は、車両間の連結器を全て半永久連結器とした[18]。8両運用対応車は5編成で充分との判断によるもの[18]。
- 第13編成以降は先頭車前面の「M」マークを省略した[18]。貼り替えの作業の省力化やデザインの観点から試験的に実施したものである[18]。以後、それ以前の車両でも取外しが実施された。

3次車（第21・22編成、2008年度竣工）
- 出入口クツズリ部に車内床面とコントラストのある「出入口識別表示板」を設置した[18]。これは視覚障害者が車両とホームの段差を認識しやすいようにとの目的からである。
  - 視認性・滑り止め効果に優れる特殊セラミックスをアルミ形材に組み込んだ組立品を、出入口枠（クツズリ部）に延長する形で取り付ける形とした[18]。結果的に段差解消にも役立っている[18]。
- 妻引戸（車両間貫通扉）を水平式（ワイヤー巻き取り式ゼンマイバネ方式）に変更した[18][注 11]。従来は傾斜式であったが、下部の隙間が変動するため乗客の足元を巻き込む危険性があった[18]。
- 空調装置を変更した（日立製作所製HRB504-3形から三菱電機製CU7610形へ）[14]。能力は変わらない[17]。
  - 空調装置は仕様も変更され、圧縮機の集約（容量を増大し4台搭載から2台搭載へ変更）などにより、小型軽量化が図られている。合わせて外観の見栄えを考慮し、中心面の高さが45mm高くなっている。

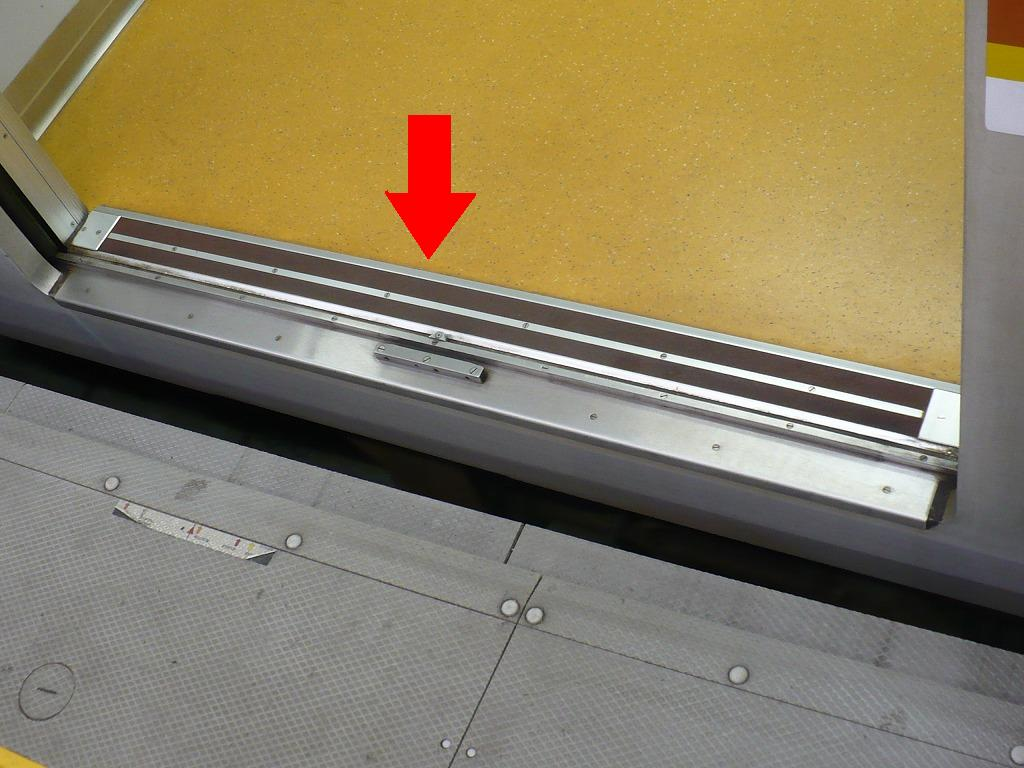
第21編成の出入口識別表示板 (矢印部・上側が車内)
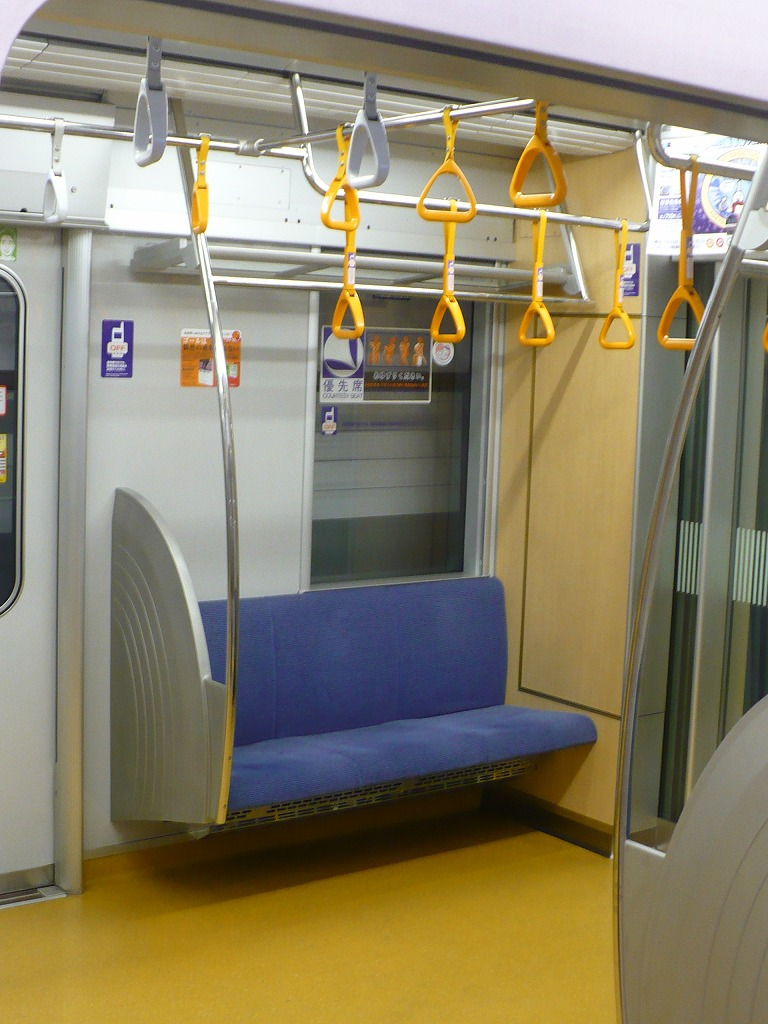
第21編成の優先席 つり革高さを低くした

4次車（第23 - 27編成、2008年度竣工）
- 側引戸上部に「ドア開閉表示灯」を設置した[18]。ドアの開閉動作と乗降促進ボタンに連動し点滅するもので、聴覚障害者への配慮でもある[18]。
- 側引戸両脇の手すりをパイプ材を用いた握り棒に変更した[18]。従来は扉脇の部材と一体のアルミ押出し材となっており、これよりも握りやすいものとなった。
- 優先席部のスタンションポールを黄色塗装のエンボス加工品に変更した[18]。優先席部の強調、握りやすさの向上を図っている[18]。
- 座席形状を変更した[18]。従来車の座席については「座り心地が硬い」との意見が多かったことから[18]、背ズリ角度、座布団形状を変更して座り心地を改善した[18]。また、3次車までの車両は背ズリの交換を実施した[18]。
- 車内の荷棚、また優先席部の吊手の高さを変更し、使いやすさの向上を図った[18][注 12]。
  - 一般部の荷棚は18mm（1,813mm→1,795mm）[18]、車端部の荷棚は33mm（1,813mm→1,780mm）[18]、優先席部のつり革は80mm（1,660mm→1,580mm）低くなっている[18]。一般席部と通路側、ドア前は変わらず1,660mm、1,810mmとなっている。
- LCDの輝度を向上させた。
- コスト削減のため、ATC装置・ATS装置・列車情報装置の一部を7000系の廃車発生品より流用した[18][注 13]。
  - これにより床下機器が変更されており、ATC・ATSの装置箱の形状が異なる他、西武用のATS装置が別の箱となった[14]。
- 乗務員室内に搭載される非常用ハシゴの固定金具の形状を変更し、軽量化を図っている。

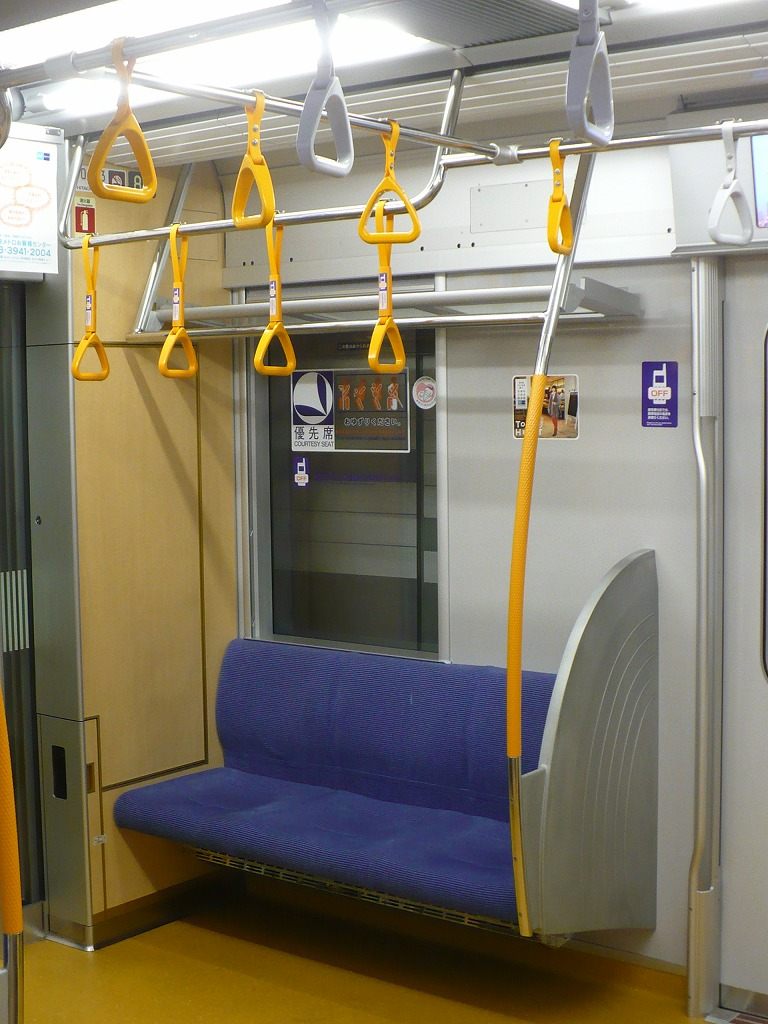
第33編成の優先席部 第21編成の写真と比較して荷棚高さの低下、座席形状の変更が分かる
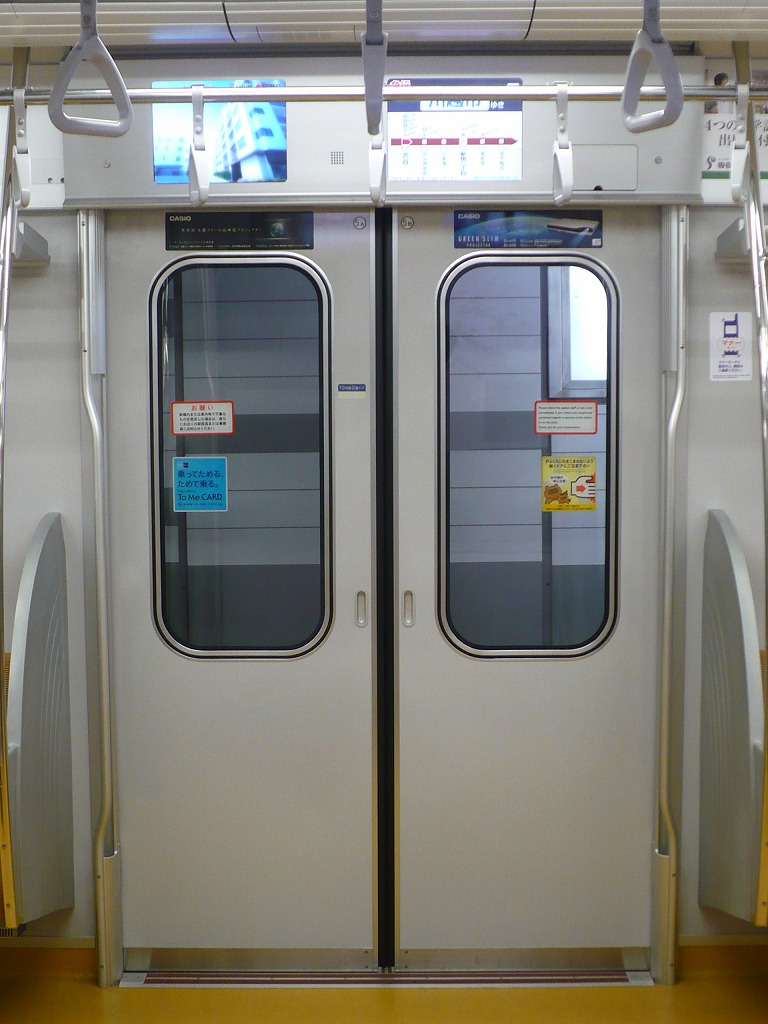
第33編成の客用ドア ドア横に独立した手すりを設置

5次車（第28 - 36編成、2009年度竣工）
- 車内のスタンションポール（握り棒）の材質をステンレス管からクラッド管（普通鋼製の鋼管を薄いステンレスでかぶせた構造）に変更した。
- 廃棄時の廃材を減らすため、荷棚を1種類の形材構成から3種類の形材構成に変更した。

これらのほか、床下の暖房配線分岐構造の変更や妻面の電線固定方法の変更など、細かな点で仕様変更が実施されている。

## 編成表
|                  | ← 新木場・渋谷・元町・中華街和光市・小川町・飯能 → |                     |               |               |                  |               |               |                    |               |               |
| 号車 (8両編成時) | 10 (8)                                             | 9 (7)               | 8 (6)         | 7 (抜取)      | 6 (抜取)         | 5             | 4             | 3                  | 2             | 1             |
| 形式             | 10100形 (CT1)                                      | ＜ ＞ 10200形 (M1') | 10300形 (Mc2) | 10400形 (Tc1) | ＞ 10500形 (Mc1) | 10600形 (Tc2) | 10700形 (T')  | ＜ ＞ 10800形 (M1) | 10900形 (M2)  | 10000形 (CT2) |
| 搭載機器         |                                                    | VVVF2               | SIV,CP BT     |               | VVVF1            |               | CP            | VVVF2              | SIV,CP BT     |               |
| 動輪軸           | ○○ ○○                                              | ●● ●●               | ●● ●●         | ○○ ○○         | ●● ●●            | ○○ ○○         | ○○ ○○         | ●● ●●              | ●● ●●         | ○○ ○○         |
| 車内設備         |                                                    | ♿︎ 弱冷房車         |               |               |                  |               |               |                    | ♿︎            | 女性専用車    |
| 車両番号         | 10101 : 10136                                      | 10201 : 10236       | 10301 : 10336 | 10401 : 10436 | 10501 : 10536    | 10601 : 10636 | 10701 : 10736 | 10801 : 10836      | 10901 : 10936 | 10001 : 10036 |

凡例
- VVVF1：主制御器（VVVFインバータ/1C4M1群）
- VVVF2：主制御器（VVVFインバータ/1C4M2群）
- SIV：補助電源装置（静止形インバータ）
- CP：空気圧縮機
- BT：蓄電池
- ♿︎：車椅子スペース

備考
- 第01 - 第05編成は8両化対応
- Mc車・Tc車は簡易運転台を装備する。
- 東京メトロでは所属所ごとに編成番号が与えられており、和光検車区では7000系が第01編成 - 、本系列は第41編成 - とされている[20]。例えば、本系列の第01編成は和光検車区の第41編成に該当、第25編成は和光検車区の第65編成に該当する。
- 下3桁の車両番号の付与法は千代田線用の6000系以降の他系列と同様に百位が連結位置（10号車は0）、十位と一位が製造順の番号となっている。

## 運用の変遷
2006年（平成18年）5月29日 - 31日に第01編成が日立製作所笠戸事業所から綾瀬検車区まで甲種車両輸送された。その後第2 - 4編成も同年8月4日までに同区まで甲種輸送された。同年9月1日に第01編成が有楽町線および東武東上線内限定運用で営業運転を開始した。このうち第01編成は茶色の記念ステッカーを、第02編成は青色の記念ステッカーを先頭車の前面左側に貼り付けした。
同年9月30日には新木場車両基地で本形式と07系、7000系の各トップナンバー編成を並べた撮影会が行われた。また、12月23日に森林公園検修区で開催された東武東上線クリスマスイベントにも第04編成が展示された。
西武線への乗り入れは、2006年夏より深夜に試運転が行われてきたが、その際に誘導障害が発生し、本系列の営業運転開始から当面は有楽町線・東武東上線に限定して運用されていた。その後、2007年1月中旬より西武線内での試運転が日中時間帯において再開され、同年2月23日より同線への乗り入れを開始している。
2024年（令和6年）3月26日現在の運用範囲は次の通り。運用は有楽町線・副都心線とも17000系と共通している。
第01 - 05編成は、8両編成との共通予備車とされており、不足時には8両編成で運用されることがある。この場合には編成から10400形と10500形が外され、前面に"8CARS"の表示が掲出される。
- 有楽町線 - 10両編成のみ運用される。
- 副都心線 - 8両編成・10両編成ともに運用される。なお、8両編成は各駅停車のみの運用である。
- 東武東上線 - 定期列車としては10両編成が森林公園（2019年3月16日以降の土休日は小川町）まで、8両編成が志木までそれぞれ直通し[注 15]、2016年3月25日までは東上線内は全て各駅停車だったが、3月26日以降は東上線内は急行・快速急行となる列車もある。
- 西武有楽町線・池袋線 - 10両編成・8両編成ともに飯能（回送で武蔵丘車両基地）までそれぞれ直通し[注 16]、池袋線内は準急・快速・快速急行となる列車もある。航空自衛隊入間基地での入間航空祭開催に伴う臨時列車増発時には、通常は走行しない練馬 - 池袋線池袋間を運行している[23][注 17]。
- 西武狭山線 - 西武ドームでの野球開催時のみの運用で、定期列車としての運用はない。野球開催時の直通運用の間合いで狭山線内の折り返し運用に使用されることもある。
- 東急東横線・みなとみらい線 - 2013年3月16日からの相互直通運転にともない8両編成（各駅停車・急行）・10両編成（特急・通勤特急・急行）ともに運用されている。2012年9月より8両編成のみ直通に先立ち貸し出し運用された[24]。

2008年（平成20年）6月13日まで、現在の副都心線小竹向原 - 池袋間にあたる有楽町線新線でも運用されていたが、同区間は副都心線の開業によって同線に編入された。また、2013年3月16日には副都心線渋谷駅から東京急行電鉄東横線・横浜高速鉄道みなとみらい線元町・中華街まで相互乗り入れを実施している。それに先立ち、2012年4月29日の終電後に第03編成が8両編成化の上で元住吉検車区へ回送され、5月7日より東急線・みなとみらい線での試運転が開始されている。その後、第04編成が同じく8両編成化の上で回送され、試運転を行った後、同年9月7日より東急線・みなとみらい線内での営業運転を開始した（同月24日に7000系第16編成と入れ替えで返却）。

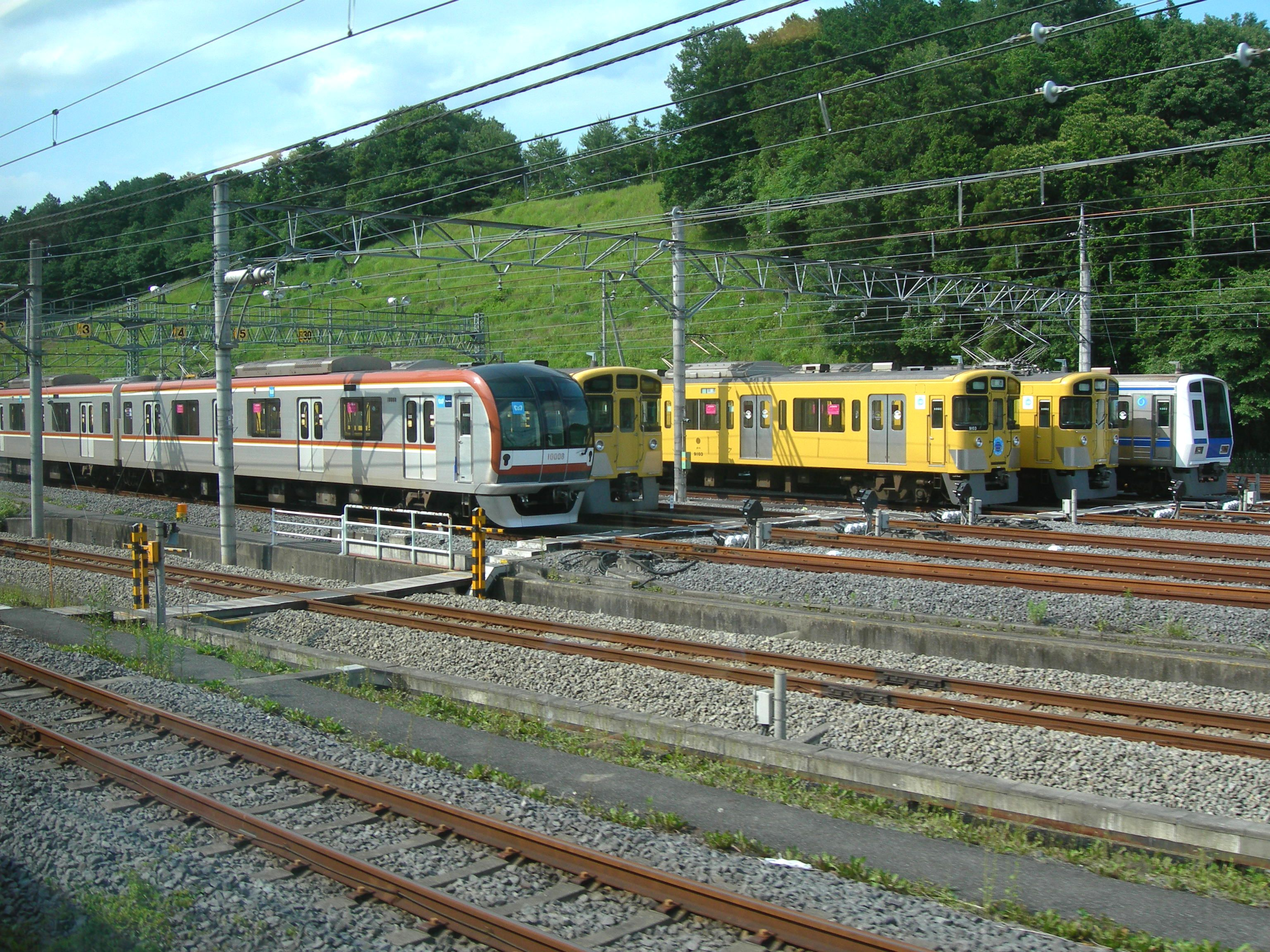
武蔵丘車両基地まで乗り入れる10000系
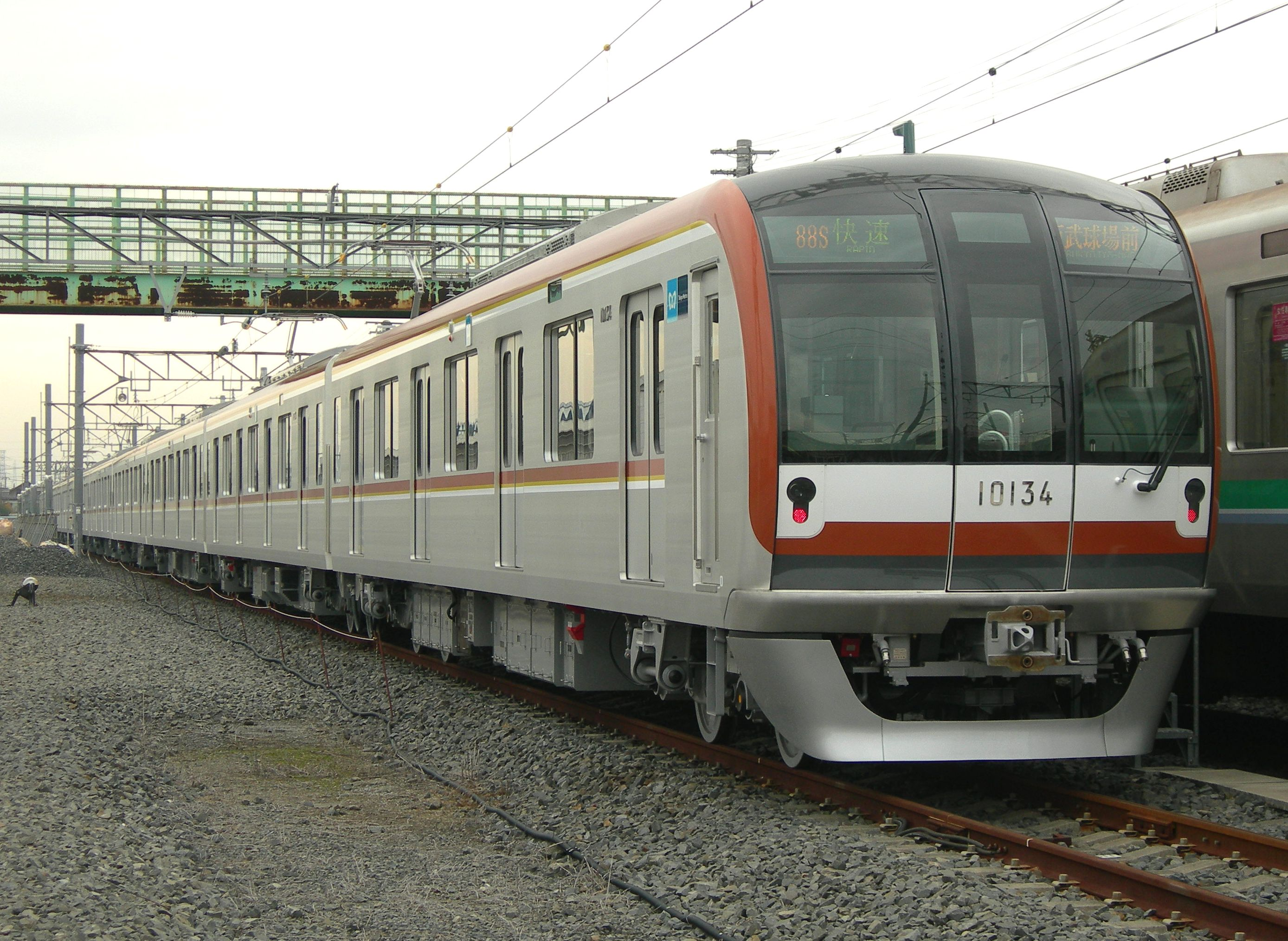
第34編成「快速 西武球場前」表示
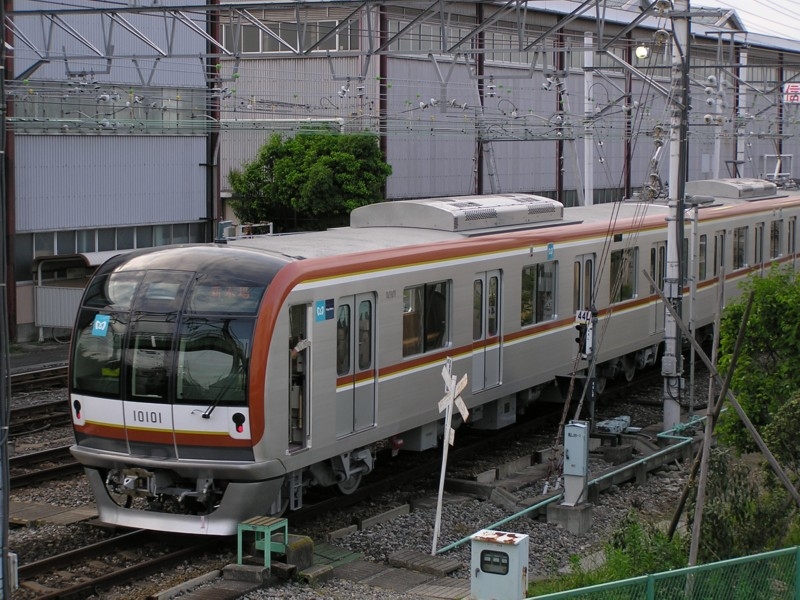
綾瀬検車区内を「新木場」表示で入れ換え自走運転中の第01編成 （2006年6月4日 公道から撮影）
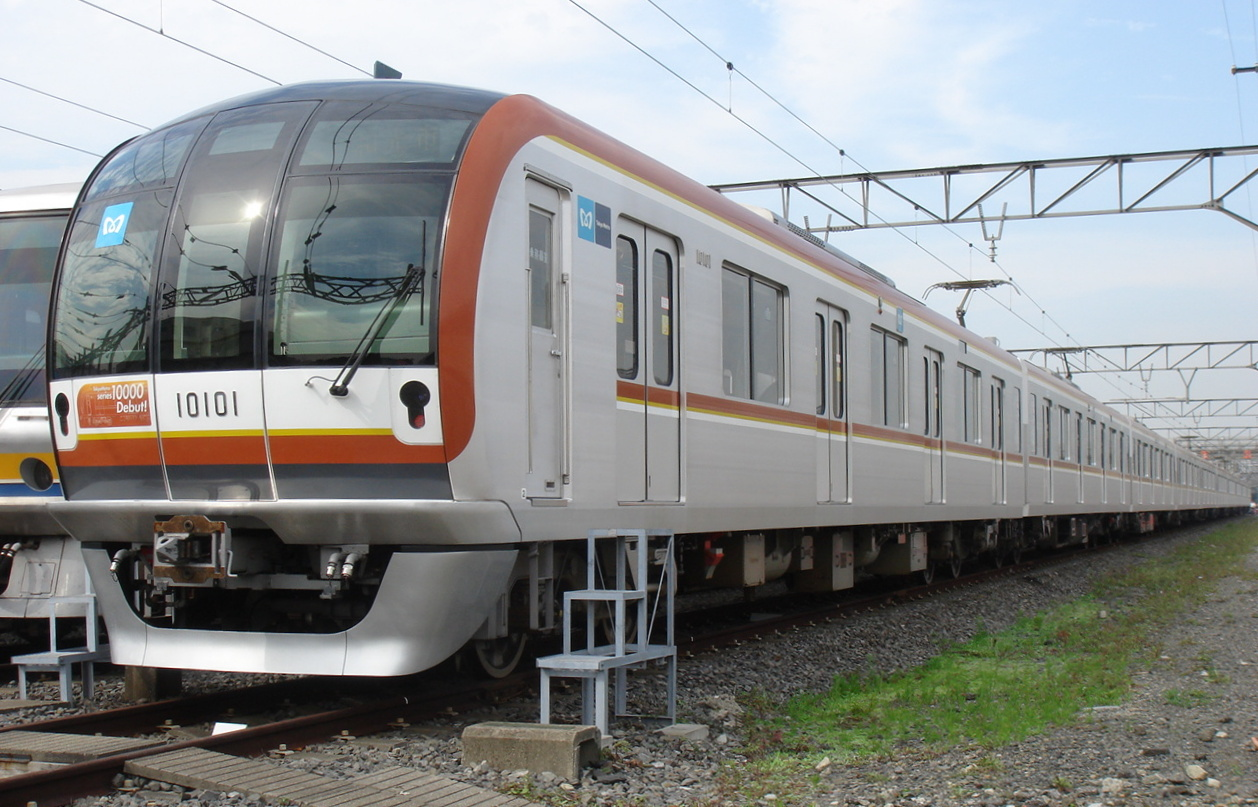
営業開始記念ヘッドマークを貼り付けしていた当時の第04編成 （2006年9月30日 新木場検車区撮影会にて）
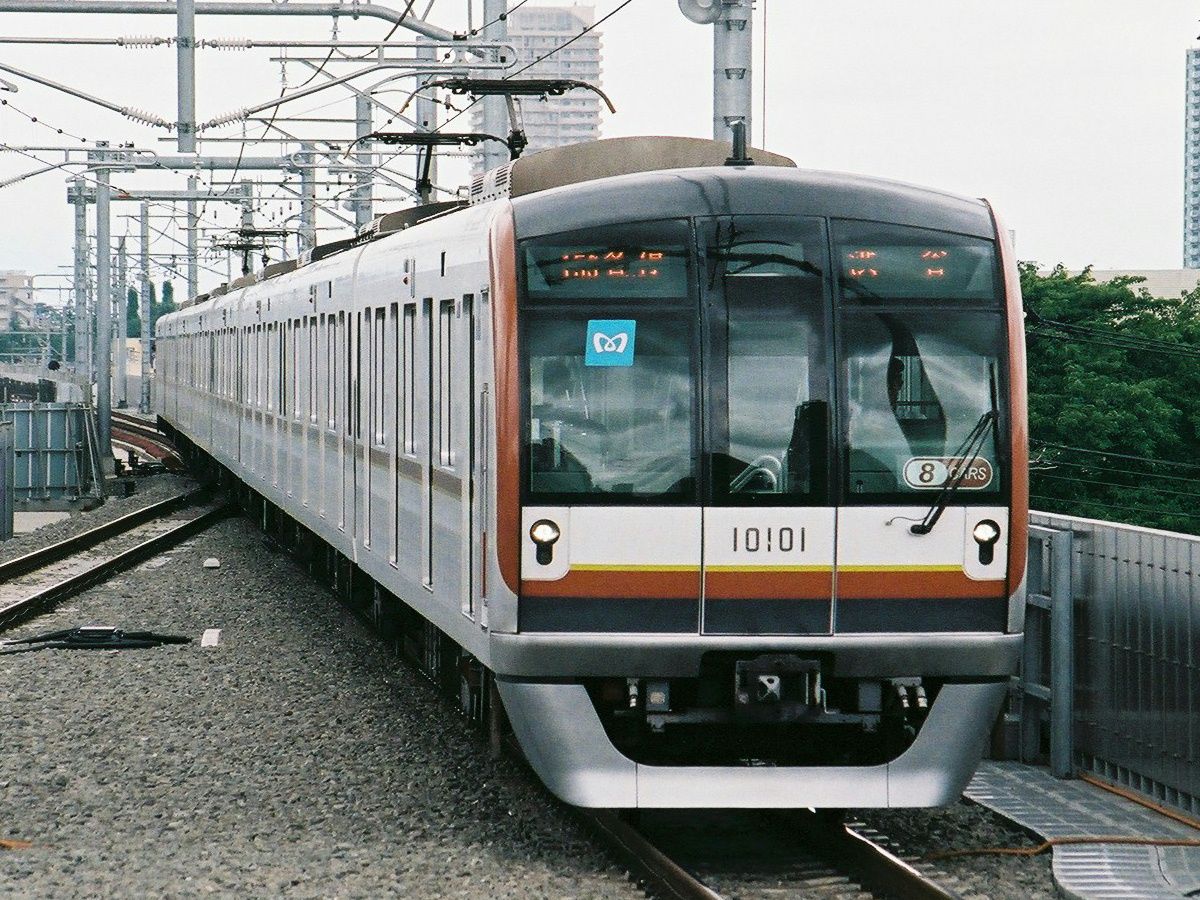
8両編成で運用される第01編成